# كلود بوليت
كلود بوليت، حكم كرة قدم فرنسي دولي سابق.
وقد حكم في كأس الخليج 1988، وقد أدار مباراة منتخب السعودية لكرة القدم ومنتخب قطر لكرة القدم في 5 مارس 1988، وقد أدار مباراة منتخب العراق لكرة القدم ومنتخب الكويت لكرة القدم في 8 مارس 1988، وأدار مباراة منتخب العراق لكرة القدم ومنتخب قطر لكرة القدم في 13 مارس 1988، وقد أدار مباراة منتخب الإمارات لكرة القدم ومنتخب عمان لكرة القدم في 17 مارس 1988.